# Metilisopropiltriptamina
Metilisopropiltriptamina, quimicamente N-metil-N-isopropiltriptamina (MiPT) é uma triptamina psicodélica, relacionada proximamente à DMT, DiPT e Miprocin.